# Moros y cristianos (película)
Moros y cristianos es una película cómica española de 1987, dirigida por Luis García Berlanga, que cuenta el viaje a Madrid de una singular familia de turroneros en contra de la voluntad del patriarca familiar, don Fernando Planchadell. Cuenta con guion del propio Berlanga y Rafael Azcona, siendo la última colaboración entre ambos. Los exteriores fueron rodados en el municipio alicantino de Jijona. 

## Argumento
Con la idea de aumentar las ventas, las familias turroneras Planchadell y Calabuig deciden promocionar sus productos navideños a escala nacional a través de una feria alimentaria que va a celebrarse en Madrid y a cuya inauguración se rumorea asistirán las infantas de España. La estrategia prevista consiste en obsequiarlas con sus dulces cuando pasen delante de su stand y, pese a la oposición del patriarca de la firma, Don Fernando (Fernando Fernán Gómez), hombre conservador y amante de los métodos tradicionales, la familia emprende un viaje desde Xixona hacia la capital con tales fines comerciales. Una vez en Madrid, los Planchadell se instalan en casa de Cuqui (Rosa Maria Sardà), la única hija de Don Fernando, una viuda rica con ambiciones políticas que convence a sus hermanos para que contraten a un buen relaciones públicas que les ayude en sus propósitos y planifique correctamente la promoción de los turrones. Cuqui les presenta entonces a su propio asesor de imagen, un publicista caradura llamado López (José Luis López Vázquez) que es al mismo tiempo su amante y que arrastra a toda la familia valenciana a una delirante odisea en la que se cruzan con esperpénticos personajes. Cuando los Planchadell regresan finalmente a su pueblo, todos parecen estar satisfechos de haber mejorado su imagen comercial, a excepción del patriarca de la familia, que es el único consciente de haber perdido su propia identidad y, coincidiendo precisamente con la salida a la calle de la costosa campaña de promoción, sufre un infarto que le causa la muerte.

## Reparto
| Actor                   | Personaje                          |
| ----------------------- | ---------------------------------- |
| Fernando Fernán Gómez   | Don Fernando Planchadell           |
| Agustín González        | Agustín Planchadell                |
| Pedro Ruiz              | Pepe Planchadell                   |
| Rosa Maria Sardà        | Cuqui Planchadell                  |
| Andrés Pajares          | Marcial Calabuig                   |
| José Luis López Vázquez | Jacinto López                      |
| María Luisa Ponte       | Marcela                            |
| Verónica Forqué         | Monique                            |
| Antonio Resines         | Olivares                           |
| Luis Escobar            | Fray Félix                         |
| Chus Lampreave          | Antonia                            |
| Diana Peñalver          | criada Jafifa                      |
| Joan Monleón            | Joan, empleado                     |
| Jorge Roelas            | empleado                           |
| Florentino Soria        | Florentino                         |
| Emilio Laguna           | Camarero                           |
| Luis Ciges              | Ropero                             |
| Pedro Romero            | Empleado stan                      |
| Chari Moreno            | Esposa de Pepe                     |
| Juan Tamariz            | Fotógrafo                          |
| Elena Santonja          | Elena Santonja                     |
| José Luis Coll          | José Luis Coll                     |
| Xavier Domingo          |                                    |
| Antonio de Senillosa    | Antonio de Senillosa               |
| Jaime Ojeda             | Jaime Ojeda                        |
| Adriano Domínguez       | Rodríguez                          |
| Félix Dafauce           | Doctor Cervera                     |
| Pilar Ordóñez           | Policía Municipal                  |
| Juan de Pablos          | Coordinador del Salón Gastronómico |
| Marisa Tejada           | Mujer en televisión                |
| Gaspar Cano             |                                    |
| Antonio Gómez Rufo      | Palomares                          |
| José María Sacristán    |                                    |
| Jack-Wu                 | Criado                             |
| Pedro Reyes             | Adiestrador canino                 |

## Producción
La película se empezó a filmar en Madrid durante mayo de 1987 con un presupuesto de 200 millones de pesetas. Luis García Berlanga explicaba a El País su dificultad para resumir la historia:

Para mí hacer un ejercicio de síntesis con la película es más difícil que rodarla, porque carezco de esa capacidad. Soy un hombre difuso, que se extiende en toneladas de verborrea. Por eso mis películas son barrocas, excesivas, sobreactuadas. Intento contar la anécdota de una familia de turroneros que llega a Madrid a presentar su producto usando la publicidad. La pequeña reflexión del filme plantea el cómo uno está dispuesto en la vida a perder hasta la propia identidad en función de ascender un peldaño en nuestras ambiciones.

Voy más allá del esperpento. Quiero una astracanada: la risa por la risa, algo próximo a la revista teatral, género muy poco tratado en nuestra cinematografía. Cada vez me acerco a la cosa histriónica, aunque me juegue el prestigio de intelectual o izquierdoso ante determinada crítica. En cada película me adentro más a géneros de pura diversión porque son los que a mí más me divierten y más me interesan.

## Reestreno
El viernes 20 de agosto de 2021, la distribuidora de cine A Contracorriente Films reestrenó la película celebrando el centenario simultáneo de Luis García Berlanga y Fernando Fernán Gómez.

## Premios
II edición de los Premios Goya
| Categoría               | Persona                            | Resultado |
| ----------------------- | ---------------------------------- | --------- |
| Mejor actriz de reparto | Verónica Forqué                    | Ganadora  |
| Mejor actor de reparto  | Agustín González                   | Nominado  |
| Mejor actor de reparto  | Pedro Ruiz                         | Nominado  |
| Mejor guion             | Luis García Berlanga Rafael Azcona | Nominados |

## ¿Dónde se rodó?
Jijona, Alicante
Madrid